# ريوا شينسينغومي
ريوا شينسينغومي (れいわ新選組، "فرقة ريوا المختارة حديثًا") هو حزب سياسي تقدمي وشعبوية يساريةفي اليابان، أسسه الممثل تارو ياماموتو في أبريل 2019. تأسس الحزب على يد أعضاء يساريين من الحزب الليبرالي عارضوا اندماجه مع الحزب الديمقراطي من أجل الشعب. فاز الحزب بأكثر من 4% من الأصوات بعد خوضه انتخابات مجلس المستشارين في يوليو 2019، وحصل على مقعدين فقط بعد حوالي ثلاثة أشهر ونصف من تأسيسه.

## تاريخ

### التأسيس
أسس تارو ياماموتو، عضو مجلس المستشارين في طوكيو، الحزب في الأول من أبريل 2019. وكان هذا بهدف ترشيح العديد من المرشحين، بما في ذلك نفسه، في انتخابات مجلس المستشارين القادمة في وقت لاحق من هذا العام. في 10 أبريل، عقد ياماموتو مؤتمرا صحفيا وأعلن عن برنامج الحزب.

### انتخابات مجلس المستشارين 2019
خاض الحزب عدة مرشحين في انتخابات مجلس المستشارين لعام 2019. فاز الحزب بـ 2.2 مليون صوت في كتلة التمثيل النسبي الوطنية، متجاوزًا بذلك عتبة 2% اللازمة للاعتراف به كحزب سياسي، وتأمين مقعدين. الإدلاء بما يقرب من مليون صوت لصالح ياماموتو شخصيًا؛ ومع ذلك، نظرًا لأن الحزب رشح ياسوهيكو فوناجو وإيكو كيمورا، وكلاهما من ذوي الإعاقة، قبله في قائمة الحزب، لم يفز ياماموتو بمقعد. عدل مبنى البرلمان الوطني للسماح بالوصول دون عوائق لمستخدمي الكراسي المتحركة.
ومن بين الأعضاء البارزين في الحزب الأستاذ الجامعي أيومي ياسوتومي ونائب الممثل السابق للمنسق الكوري الشمالي للاختطاف تورو هاسويكي.

### انتخابات حاكم طوكيو 2020
وكان ياماموتو واحدًا من 22 مرشحًا شاركوا في انتخابات حاكم طوكيو عام 2020، وحصل على المركز الثالث بنسبة 10.72% من الأصوات. وتضمنت وعود الحزب برنامجًا لتوزيع النقود مباشرة بسبب جائحة كوفيد-19.

### الانتخابات العامة اليابانية 2021
انضم ياماموتو إلى زعماء الحزب الديمقراطي الدستوري والحزب الشيوعي الياباني والحزب الديمقراطي الاجتماعي في إدارة ائتلاف معارضة مشترك يعتمد على أهداف سياسية مشتركة. وانسحب ياماموتو، الذي كان يترشح سابقًا في الدائرة الثامنة في طوكيو، ليترشح في كتلة طوكيو التمثيلية العامة لتجنب انقسام الأصوات ضد هارومي يوشيدا من الحزب الديمقراطي المجتمعي. وجاء الانسحاب في أعقاب مقاومة من السكان المحليين، الذين كانوا مترددين في التصويت لصالح ياماموتو، " مرشح المظلة "، بدلاً من يوشيدا، الذي كان نشطًا داخل المجتمع لسنوات عديدة سابقة. كما انسحب الحزب أيضًا من 7 مرشحين كجزء من المنصة المشتركة لتجنب تقسيم الأصوات بين أحزاب المعارضة، وهو ما يمثل 40% من قائمة مرشحي ريوا شينسينغومي المخطط لها.
كان هناك 20 مرشحًا آخرين إلى جانب ياماموتو يترشحون تحت راية ريوا شينسينغومي، بما في ذلك تاكاشي تاكاي، الذي طُرد من الحزب الديمقراطي الدستوري الياباني بعد تجاهله لقوانين حالة الطوارئ الخاصة بكوفيد-19. كان تاكاي في تلك اللحظة هو المشرع الوحيد في حزب ريوا شينسينغومي، وقد انتُخب سابقًا في قائمة الحزب الديمقراطي المجتمعي لكتلة التمثيل النسبي في تشوغوكو. ترشح تاكاي للدائرة الثالثة في محافظة شيجا لكنه لم يُنتخب. وفي النهاية فاز ريوا بثلاثة مقاعد في مجلس النواب، وانتخب ياماموتو، وأكيكو أويشي، وهاياتو كينوشيتا.

### انتخابات مجلس المستشارين 2022
أعلن ياماموتو استقالته من مقعد مجلس النواب الذي انتُخب له في الانتخابات العامة لعام 2021، وتنافس في دائرة طوكيو الحضرية على مقعد مجلس المستشارين. حصلت ريوا على ثلاثة مقاعد في الانتخابات، ليصل إجماليها إلى خمسة: فاز ياماموتو بمقعد في طوكيو، إلى جانب مرشحين آخرين شغلا مقاعد في كتلة التمثيل النسبي على مستوى البلاد.

### الانتخابات العامة اليابانية 2024
فاز حزب ريوا شينسينغومي بـ 9 مقاعد في الانتخابات العامة اليابانية عام 2024، مما أدى إلى مضاعفة عدد مقاعده في مجلس النواب والحصول على 6.98٪ من أصوات التمثيل النسبي.

## الأيديولوجية والسياسات
وُصفت ريووا شينسينغومي بأنها تقدمية وشعبوية يسارية وتقع على يسار الطيف السياسي اليساري واليميني.  يصنف بعض العلماء آراء الحزب على أنها يسارية متطرفة، بينما يشير آخرون إلى الحزب على أنه ليبرالي. يصف إيدر رامساور وماتسوتاني حزب ريوا شينسينغومي بأنه حزب شعبوي يساري انتقائي يمزج بين السياسة الديمقراطية الراديكالية التحررية والانفتاح على الأفكار المجتمعية مع معارضة الليبرالية الجديدة. من ناحية أخرى، يكتب أكسل كلاين، الذي يتبنى نهجًا فكريًا، أن الحزب لا يلبي المعايير التي تحدد الشعبوية (اليسارية).
يوصف الحزب بشكل مختلف بأنه مناهض للتقشف، ومناهض للمؤسسة، ومناهض للطاقة النووية بالإضافة إلى دعم رعاية الحيوان، وحقوق الأقليات، والتدخل الاقتصادي. يُعتبر الحزب أحيانًا حزبًا "ليبراليًا شعبويًا"، والمؤيدون الرئيسيون لهذا الحزب هم أيضًا من الليبراليين اليساريين.
في مؤتمر صحفي عقد بعد وقت قصير من تأسيس الحزب في عام 2019، أعلن ياماموتو أن حزبه سيدفع نحو إلغاء ضريبة الاستهلاك، وبدلاً من ذلك، جعل ضريبة الشركات ضريبة تصاعدية وزيادة السندات الحكومية. وأضاف أن الحزب يعارض بناء قاعدة هينوكو. في عام 2019، قال الحزب أيضًا إنه سيحظر الطاقة النووية تمامًا، ويرفع الحد الأدنى للأجور إلى ¥1,500 في الساعة بضمان عام، وينفذ قوانين تحمي التعليم المجاني، وحقوق ذوي الإعاقة، وحقوق المثليين، وحقوق الحيوان، ويضع دخلًا أساسيًا قدره 30000 ين (حوالي 283 دولارًا اعتبارًا من سبتمبر 2020) للشخص الواحد شهريًا كلما كان التضخم أقل من 2٪ (ستنتهي الفوائد عندما لا يكون التضخم أقل من الحد الأدنى وتستأنف إذا انخفض مرة أخرى)، وتعزيز الخدمات الاجتماعية.
وفقًا لوثيقة "السياسات الطارئة" الخاصة بهم، يدعم الحزب تقليل انبعاثات الكربون بأسرع ما يمكن، وخفض الانبعاثات بنسبة 70% بحلول عام 2030 والوصول إلى صافي انبعاثات صفرية بحلول عام 2050، والقضاء على الرسوم الدراسية والديون الجامعية، وتوفير رعاية الأطفال المجانية، ووجبات الغداء المدرسية، والأنشطة بعد المدرسة، والنفقات الطبية للأطفال دون سن 18 عامًا.
أعلن الحزب أنه سوف يلغي أو يتراجع عن العديد من القوانين التي تمت مراجعتها أو إقرارها من قبل رئيس الوزراء شينزو آبي إذا انتخب، بما في ذلك قانون مكافحة الإرهاب الاستباقي مثل قانون الأحكام العرفية وقانون أسرار الدولة والتشريع العسكري الياباني لعام 2015.
ويتميز الحزب أيضًا بنشاطه خارج البرلمان، بما في ذلك الاحتجاجات في الشوارع. وكان المشرعون مثل أكيكو أويشي وماري كوشيبوتشي نشطين في المظاهرات المؤيدة لفلسطين في الشوارع.

## القائد
| الرقم                                                | الاسم (تاريخ الميلاد - الوفاة) | الدائرة الانتخابية / اللقب | مدة الولاية  | مدة الولاية   | نتائج الانتخابات                                                                                     | صورة | رئيس الوزراء (term)      | رئيس الوزراء (term) |
| الرقم                                                | الاسم (تاريخ الميلاد - الوفاة) | الدائرة الانتخابية / اللقب | تولى منصبه   | ترك منصبه     | نتائج الانتخابات                                                                                     | صورة | رئيس الوزراء (term)      | رئيس الوزراء (term) |
| ---------------------------------------------------- | ------------------------------ | --- | ------------ | ------------- | --- | ---- | ------------------------ | ------------------- |
| انفصل عن: جزء من الحزب الليبرالي (٢٠١٦) (يسار الوسط) |                                | |              |               | |      |                          |                     |
| 1                                                    | تارو ياماموتو (مواليد ١٩٧٤)    | عضو مجلس نواب طوكيو {{small\|(٢١ يوليو ٢٠١٣ - ٢١ يوليو ٢٠١٩ و٢٥ يوليو ٢٠٢٢ - (حاضر)} ممثل عن كتلة التمثيل النسبي في طوكيو (31 أكتوبر 2021 - 15 أبريل 2022) | 1 أبريل 2019 | المرشح الحالي | 2019 بدون معارضة2022 تارو ياماموتو - 8.83 ماري كوشيبوتشي وأكيكو أويشي - 4.36 تسونيهيرا فورويا - 3.81 | 100  |                          | آبي س.٢٠١٢–٢٠٢٠     |
| 1                                                    | تارو ياماموتو (مواليد ١٩٧٤)    | عضو مجلس نواب طوكيو {{small\|(٢١ يوليو ٢٠١٣ - ٢١ يوليو ٢٠١٩ و٢٥ يوليو ٢٠٢٢ - (حاضر)} ممثل عن كتلة التمثيل النسبي في طوكيو (31 أكتوبر 2021 - 15 أبريل 2022) | 1 أبريل 2019 | المرشح الحالي | 2019 بدون معارضة2022 تارو ياماموتو - 8.83 ماري كوشيبوتشي وأكيكو أويشي - 4.36 تسونيهيرا فورويا - 3.81 | 100  | سغا٢٠٢٠–٢٠٢١             |                     |
| 1                                                    | تارو ياماموتو (مواليد ١٩٧٤)    | عضو مجلس نواب طوكيو {{small\|(٢١ يوليو ٢٠١٣ - ٢١ يوليو ٢٠١٩ و٢٥ يوليو ٢٠٢٢ - (حاضر)} ممثل عن كتلة التمثيل النسبي في طوكيو (31 أكتوبر 2021 - 15 أبريل 2022) | 1 أبريل 2019 | المرشح الحالي | 2019 بدون معارضة2022 تارو ياماموتو - 8.83 ماري كوشيبوتشي وأكيكو أويشي - 4.36 تسونيهيرا فورويا - 3.81 | 100  | كيشيدا2021–2024/small>   |                     |
| 1                                                    | تارو ياماموتو (مواليد ١٩٧٤)    | عضو مجلس نواب طوكيو {{small\|(٢١ يوليو ٢٠١٣ - ٢١ يوليو ٢٠١٩ و٢٥ يوليو ٢٠٢٢ - (حاضر)} ممثل عن كتلة التمثيل النسبي في طوكيو (31 أكتوبر 2021 - 15 أبريل 2022) | 1 أبريل 2019 | المرشح الحالي | 2019 بدون معارضة2022 تارو ياماموتو - 8.83 ماري كوشيبوتشي وأكيكو أويشي - 4.36 تسونيهيرا فورويا - 3.81 | 100  | إيشيبا2024–الحاضر/small> |                     |

## نتيجة الأنتخابات

### مجلس النواب
| انتخابات | زعيم          | مرشحون | مقعد    | مقعد | مقعد  | منصب | دائرة انتخابية عدد الأصوات | دائرة انتخابية عدد الأصوات | كتلة العلاقات العامة عدد الأصوات | كتلة العلاقات العامة عدد الأصوات | الحكومة    |
| انتخابات | زعيم          | مرشحون | No.     | ±    | يشارك | منصب | العدد                      | %                          | العدد                            | %                                | الحكومة    |
| -------- | ------------- | ------ | ------- | ---- | ----- | ---- | -------------------------- | -------------------------- | -------------------------------- | -------------------------------- | ---------- |
| 2021     | تارو ياماموتو | 21     | 3 / 465 | new  | 0.6%  | 7th  | 248,280                    | 0.43%                      | 2,215,648                        | 3.86%                            | Opposition |
| 2024     | تارو ياماموتو | 35     | 9 / 465 | 6    | 1.9%  | 6th  | 425,445                    | 0.78%                      | 3,805,060                        | 6.98%                            | Opposition |

### مجلس المستشارين
| انتخابات | زعيم          | مرشحون | مقعد     | مقعد    | على الصعيد الوطني | على الصعيد الوطني | المحافظة    | المحافظة | حالة       |
| انتخابات | زعيم          | مرشحون | الأجمالي | الفوز   | عدد الأصوات       | %                 | عدد الأصوات | %        | حالة       |
| -------- | ------------- | ------ | -------- | ------- | ----------------- | ----------------- | ----------- | -------- | ---------- |
| 2019     | تارو ياماموتو | 10     | 2 / 245  | 2 / 124 | 2,280,252         | 4.6               | 214,438     | 0.4      | Opposition |
| 2022     | تارو ياماموتو | 14     | 5 / 248  | 3 / 125 | 2,319,157         | 4.4               | 989,716     | 1.9      | Opposition |

### انتخابات حاكم طوكيو
| انتخابات | مُرَشَّح          | عدد الأصوات | %     | مكان التشطيب | النتيجة |
| -------- | ------------- | ----------- | ----- | ------------ | ------- |
| 2020     | تارو ياماموتو | 657,277     | 10.72 | 3rd          | Lost    |
|          | تارو ياماموتو |             |       |              |         |

### انتخابات محافظة طوكيو
| انتخابات | زعيم          | عدد الأصوات | %    | مقعد    |
| -------- | ------------- | ----------- | ---- | ------- |
| 2021     | تارو ياماموتو | 37,299      | 0.80 | 0 / 127 |
| 2025     | تارو ياماموتو | 46,743      | 0.88 | 0 / 127 |